# C/2014 Q2
C/2014 Q2 (Lovejoy), även kallad "Den gröna kometen", är en långperiodisk komet som upptäcktes den 17 augusti 2014 av amatörastronomen Terry Lovejoy i Queensland, Australien. Vid upptäckten var kometen av magnitud 14,8 och befann sig i Akterskeppets stjärnbild. Det var den femte kometen som Terry Lovejoy upptäckte.
Den 30 januari 2015 kom kometen att passera perihelium och då befinna sig 1,29 AU från solen. Närmast jorden befann sig kometen den 7 januari 2015, på ett avstånd av 0,469 AU. Den var då av magnitud 4-5 och gick att se även med blotta ögat.
Kometen har fått smeknamnet "Den gröna kometen" då de upphettade gaserna innehåller spår av cyan och därför får en svagt grönaktig färg.
C/2014 Q2 har haft en omloppstid av ungefär 11 500 år. Efter periheliepassagen 2015 beräknas omloppstiden ha ändrats till ungefär 8 000 år.